# Franco Lavoratori
Franco Lavoratori (Recco, 15 marzo 1941 – Genova, 3 maggio 2006) è stato un pallanuotista italiano.

## Biografia
Con la nazionale italiana di pallanuoto maschile vinse la medaglia d'oro alle Olimpiadi di Roma 1960 con la squadra italiana composta, oltre dallo stesso Lavoratori, da Danio Bardi, Giuseppe D'Altrui, Salvatore Gionta, Giancarlo Guerrini, Amedeo Ambron, Gianni Lonzi, Luigi Mannelli, Rosario Parmegiani, Eraldo Pizzo, Dante Rossi e Brunello Spinelli.
Nelle file della Pro Recco vinse tredici titoli italiani e la Coppa dei Campioni nel 1964.